# Municipio de Arctander
El municipio de Arctander (en inglés: Arctander Township) es un municipio ubicado en el condado de Kandiyohi en el estado estadounidense de Minnesota. En el año 2010 tenía una población de 381 habitantes y una densidad poblacional de 4,06 personas por km².

## Geografía
El municipio de Arctander se encuentra ubicado en las coordenadas 45°17′2″N 95°11′56″O / 45.28389, -95.19889. Según la Oficina del Censo de los Estados Unidos, el municipio tiene una superficie total de 93.8 km², de la cual 89,46 km² corresponden a tierra firme y (4,63 %) 4,34 km² es agua.

## Demografía
Según el censo de 2010, había 381 personas residiendo en el municipio de Arctander. La densidad de población era de 4,06 hab./km². De los 381 habitantes, el municipio de Arctander estaba compuesto por el 96,85 % blancos, el 0,26 % eran amerindios, el 0,26 % eran asiáticos, el 0,26 % eran isleños del Pacífico y el 2,36 % eran de una mezcla de razas. Del total de la población el 0 % eran hispanos o latinos de cualquier raza.